# U-273
U-273 je bila nemška vojaška podmornica Kriegsmarine, ki je bila dejavna med drugo svetovno vojno.

## Zgodovina
Po splovitvi je podmornica med oktobrom 1942 in aprilom 1943 postala del 8. podmorniške flotilje, ki je bila šolska flotilja.
1. maja 1943 je postala del 9. podmorniške flotilje.
8. maja je izplula iz Kiela proti norveškemu pristanišču Bergen, kamor je prispela 11. maja.
Naslednjega dne je izplula na svojo prvo bojno patruljo na Atlantik, kjer pa jo je že 19. maja jugozahodno od Islandije potopilo z globinskimi bombami britansko letalo Lockheed Hudson. Umrli so vsi člani posadke. 

## Poveljniki
| Poveljniki |             |                  |                                   |
| Št.        | Čin         | Ime              | Poveljstvo                        |
| 1.         | Nadporočnik | Hans-Adolf Engel | 21. oktober 1942 - 31. marec 1943 |
| 2.         | Nadporočnik | Hermann Rossmann | 1. april 1943 - 19. maj 1943      |

## Tehnični podatki
| Kategorije                                    | Podatki                       |
| --------------------------------------------- | ----------------------------- |
| Teža (t): na površju pod površjem polna Teža  | 769 871 1.070                 |
| Dolžina (m) - tlačni trup (m)                 | 67,10 - 50,50                 |
| Širina (m) - tlačni trup (m)                  | 6,20 - 4,70                   |
| Izpodriv (m)                                  | 4,74                          |
| Višina (m)                                    | 9,6                           |
| Moč (hp): na površju pod podvršjem            | 3.200 750                     |
| Hitrost (vozlov): na površju pod podvršjem    | 17,7 7,6                      |
| Doseg (milja/vozel): na površju pod podvršjem | 8.500/10 80/4                 |
| Torpeda/Torpedne cevi                         | 14/5 (4 na premcu, 1 na krmi) |
| Krovni top (mm)                               | 88                            |
| Mine                                          | 26 TMA                        |
| Posadka                                       | 44-52                         |
| Maksimalni potop (m)                          | 220                           |